# ASA-Klassifikation
Die ASA-Klassifikation ist ein in der Medizin weit verbreitetes Scoring-System zur Einteilung von Patienten bezüglich ihres körperlichen Zustandes (ASA PS: ASA Physical Status). Die im Mai 1941 von Saklad et al. unter dem Titel Grading of patients for surgical procedures von der American Society of Anesthesiologists (ASA) vorgeschlagene Klassifikation teilt die Patienten vor der Narkose anhand von systemischen Erkrankungen verschiedenen Risikogruppen zu, wird jährlich von der ASA veröffentlicht und lautet aktuell:
- ASA 1: Normaler, sonst gesunder Patient
- ASA 2: Patient mit leichter Allgemeinerkrankung
- ASA 3: Patient mit schwerer Allgemeinerkrankung
- ASA 4: Patient mit schwerer Allgemeinerkrankung, die eine ständige Lebensbedrohung darstellt
- ASA 5: moribunder (todkranker) Patient, der ohne die Operation voraussichtlich nicht überleben wird
- ASA 6: hirntoter Patient, dessen Organe zur Organspende entnommen werden

Weiterhin wird den Klassen die Zusatzbezeichnung E (emergency) bei Notfall-Eingriffen zugefügt. Hierbei liegt dann ein Notfall vor, falls eine Behandlungsverzögerung zu einem signifikanten Anstieg der Lebensgefahr für den Patienten oder für ein Körperteil bedeutet. Die ASA-Klassifikation dient der Abschätzung des Krankheitsschweregrades, der Verlaufsbeurteilung und Therapiekontrolle, stellt einen unabhängigen Risikofaktor für die postoperative Morbidität und Letalität dar und spielt v. a. in den USA eine Rolle bei der finanziellen Regulierung im Gesundheitssystem.
Ein wesentliches Problem der ASA-Klassifikation ist die Subjektivität der Beurteilung, die sich in einem nur geringen Maß der Übereinstimmung (30–80 %) äußert, falls verschiedene Anästhesisten zur Klassifizierung des gleichen Patienten aufgefordert werden. Da neben der ASA-Klassifikation verschiedene weitere Faktoren wie u. a. Alter, Art und Dauer des operativen Eingriffs, Qualität von Operateur und Anästhesist, materielle Ausstattung und postoperative Nachsorge das perioperative Risiko beeinflussen, ist die Klassifikation allein ungeeignet, um eine Prognose zum Ausgang der Operation zu stellen oder die Komplikationsrate eines Krankenhauses im Rahmen der Qualitätssicherung zu beurteilen, was bereits den ursprünglichen Autoren um Saklad 1941 bewusst war. Die Einschätzung des Operationsrisikos, welches etwa durch eine Koronare Herzkrankheit, ein chronisches Nierenversagen oder eine Zuckerkrankheit erhöht sein kann, ist auch nicht die Bedeutung des ASA-Scores, vielmehr soll dieser Score eine allgemeine Einschätzung des Status des Patienten geben, dabei statistisch einfach zu verarbeiten und in jeder Situation anwendbar sein.

## Geschichte
1940/41 wurde von der ASA ein Komitee von drei Ärzten (Meyer Saklad, Emery Rovenstine und Ivan Taylor) beauftragt, ein System zu erforschen, zu testen und zu implementieren, welches die Sammlung und Tabellierung von statistischen Daten in der Anästhesiologie ermöglicht und unter allen Umständen eingesetzt werden könnte.
Dies war der erste Aufwand einer medizinischen Fachrichtung, die Risiken für ihre Patienten zu stratifizieren. Obwohl ihre Aufgabe war, Prädiktoren für das Operationsrisiko zu finden, haben sie diese Aufgabe abgelehnt, da es unmöglich umzusetzen wäre. Sie sagten:
In attempting to standardize and define what has heretofore been considered 'Operative Risk', it was found that the term … could not be used. It was felt that for the purposes of the anesthesia record and for any future evaluation of anesthetic agents or surgical procedures, it would be best to classify and grade the patient in relation to his physical status only. 
Die Skala, die sie vorschlugen, beachtete also alleine den präoperativen „physical status“ des Patienten, ohne die Operation oder andere Faktoren zu berücksichtigen, die das Ergebnis beeinflussen können. Die Autoren hofften, dass Anästhesisten aus allen Teilen Amerikas diese „gemeinsame Terminologie“ übernehmen würden und somit statistische Aussagen zu Morbidität und Mortalität durch den Vergleich der Ergebnisse von Operation und präoperativem Zustand des Patienten ermöglicht würden.
Sie beschrieben einen Sechs-Klassen-Score, vom gesunden Patienten (Klasse 1) bis zu einem mit extremer systemischer Funktionsstörung, die eine unmittelbare Gefahr für das Leben des Patienten darstellt (Klasse 4). Die ersten vier Klassen entsprachen grob den heutigen ASA-Klassen 1 bis 4, Notfälle der Klassen 1 und 2 sowie 3 und 4 wurden in den Notfall-Klassen 5 bzw. 6 erfasst.  Zwischen 1941 und 1961 wurde die Klasse 6 angefügt. 1963 wurden zwei Änderungen gemacht. Erstens entfielen die Klassen 5 und 6 und eine neue Klasse 5 wurde hinzugefügt (siehe oben). Zweitens wurden die Klassen für Notfälle einfach durch einen „E“-Modifikator der übrigen Klassen ersetzt.  1980 wurde eine sechste Klasse für hirntote Organspender zugefügt.
Saklad gab für jede Klasse Beispiele an, um die Uniformität zu fördern. Leider beschrieb die ASA später keine solchen Beispiele in ihrer Klassifizierung und verstärkte dadurch die Verwirrung. Diese Tatsache führte zu Kritik an der Klassifikation, welche möglicherweise nicht nötig gewesen wäre.

### Originaltext von 1941 (mit Übersetzung)
Die ursprüngliche Klassifizierung von 1941 beinhaltete noch einige Beispiele zur Handhabung und Einteilung der Klassifizierung:
| Klasse   | Original | Übersetzung |
| -------- | --- | --- |
| Class 1. | No organic pathology or patients in whom the pathological process is localized and does not cause any systemic disturbance or abnormality. Examples: This includes patients suffering with fractures unless shock, blood loss, emboli or systemic signs of injury are present in an individual who would otherwise fall in Class 1. It includes congenital deformities unless they are causing systemic disturbance. Infections that are localized and do not cause fever, many osseous deformities, and uncomplicated hernias are included. Any type of operation may fall in this class since only the patient's physical condition is considered. | Keine organische Pathologie oder Patienten, bei welchen die pathologischen Prozesse lokal beschränkt sind und keine systemischen Störungen oder Abnormalitäten verursachen. Beispiele: Dies beinhaltet Patienten mit Knochenbruch, außer wenn Schock, Blutverlust, Embolie oder systemische Zeichen von Verletzung, bei einer Person die ansonsten in die Klasse 1 fallen würde, vorliegen. Dies beinhaltet angeborene Deformierungen, außer wenn sie systemische Störungen verursachen. Infektionen, die lokal begrenzt sind und kein Fieber verursachen, viele knöcherne Deformationen und unkomplizierte Hernien fallen ebenfalls hierunter. Jede Art von Operation kann in diese Klasse fallen, weil nur der körperliche Zustand in Erwägung gezogen wird. |
| Class 2. | A moderate but definite systemic disturbance, caused either by the condition that is to be treated or surgical intervention or which is caused by other existing pathological processes, forms this group. Examples: Mild diabetes. Functional capacity I or IIa. Psychotic patients unable to care for themselves. Mild acidosis. Anemia moderate. Septic or acute pharyngitis. Chronic sinusitis with postnasal discharge. Acute sinusitis. Minor or superficial infections that cause a systemic reaction. (If there is no systemic reaction, fever, malaise, leukocytosis, etc., aid in classifying.) Nontoxic adenoma of thyroid that causes but partial respiratory obstruction. Mild thyrotoxicosis. Acute osteomyelitis (early). Chronic osteomyelitis. Pulmonary tuberculosis with involvement of pulmonary tissue insufficient to embarrass activity and without other symptoms. | Eine moderate, aber definierte systemische Störung, die entweder durch den Zustand der durch den chirurgischen Eingriff behandelt werden soll, oder durch andere pathologische Prozesse verursacht wird bildet diese Gruppe. Beispiele: Milder Diabetes mellitus, Funktionale Kapazität I oder IIa, psychotische Patienten die nicht für sich selbst sorgen können, milde Azidose, moderate Anämie, septische oder akute Pharyngitis, chronische Sinusitis mit postnasalem Ausfluss, akute Sinusitis, kleinere oder oberflächliche Infektionen die eine systemische Reaktion hervorrufen (wenn keine systemische Reaktion sichtbar ist, können Fieber, Unwohlsein, Leukozytose usw. bei der Klassifizierung helfen), nicht-toxisches Adenom der Schilddrüse, welches nur geringfügig die Atemwege einschränkt, milde Thyreotoxikose, akute Osteomyelitis, Lungentuberkulose mit Beteiligung des Lungengewebes, nicht-ausreichend um Aktivität hervorzurufen und ohne andere Symptome. |
| Class 3. | Severe systemic disturbance from any cause or causes. It is not possible to state an absolute measure of severity, as this is a matter of clinical judgment. The following examples are given as suggestions to help demonstrate the difference between this class and Class 2. Examples: Complicated or severe diabetes. Functional capacity IIb. Combinations of heart disease and respiratory disease or others that impair normal functions severely. Complete intestinal obstruction that has existed long enough to cause serious physiological disturbance. Pulmonary tuberculosis that, because of the extent of the lesion or treatment, has induced vital capacity sufficiently to cause tachycardia or dyspnea. Patients debilitated by prolonged illness with weakness of all or several systems. Severe trauma from accident resulting in shock, which may be improved by treatment. Pulmonary abscess. | Schwere systemische Störungen jeglicher Ursache. Es ist nicht möglich, ein absolutes Maß der Schwere anzugeben, da dies eine Sache der klinischen Beurteilung ist. Die folgenden Beispiele werden als Vorschläge helfen, den Unterschied zwischen dieser Klasse und der Klasse 2 zu demonstrieren. Beispiele: Komplizierter oder schwerer Diabetes mellitus, funktionelle Kapazität IIb. Kombinationen von Herzerkrankungen und Atemwegserkrankungen oder anderen Erkrankungen, die die normale Funktion stark beeinträchtigen. Vollständiger Darmverschluss, der lange genug besteht, um schwerwiegende physiologische Störungen zu verursachen. Lungentuberkulose, die aufgrund des Umfangs der Läsionen oder der Behandlung zu Tachykardie oder Dyspnoe führt. Patienten, die durch eine längere Krankheit an Schwäche aller oder mehrerer Systeme leiden. Schwere Traumata durch Unfall unter Schock, die durch die Behandlung verbessert werden können. Lungenabszess. |
| Class 4. | Extreme systemic disorders which have already become an eminent threat to life regardless of the type of treatment. Because of their duration or nature there has already been damage to the organism that is irreversible. This class is intended to include only patients that are in an extremely poor physical state. There may not be much occasion to use this classification, but it should serve a purpose in separating the patient in very poor condition from others. Examples: Functional capacity III -(Cardiac Decompensation). Severe trauma with irreparable damage. Complete intestinal obstruction of long duration in a patient who is already debilitated. A combination of cardiovascular-renal disease with marked renal impairment. Patients who must have anesthesia to arrest a secondary hemorrhage where the patient is in poor condition associated with marked loss of blood. Emergency Surgery: An emergency operation is arbitrarily defined as a surgical procedure which, in the surgeon's opinion, should be performed without delay. | Extreme systemische Erkrankungen, die bereits lebensbedrohend sind, unabhängig von der Art der Behandlung. Aufgrund ihrer Dauer oder Natur haben sie bereits irreversible Schäden verursacht. Diese Klasse ist nur für Patienten gedacht, die in einem sehr schlechten Zustand sind. Es gibt vermutlich nicht viele Gelegenheiten, diese Klassifikation zu verwenden, aber sie soll dazu dienen, Patienten in einem sehr schlechten Zustand von anderen zu trennen. Beispiele: Funktionale Kapazität III (Dekompensation des Herzens), schweres Trauma mit irreversiblen Schäden, kompletter Darmverschluss über einen längeren Zeitraum, bei dem der Patient bereits entkräftet ist, eine Kombination von Herz- und Nierenerkrankung mit deutlichem Nierenversagen, Patienten, die in Narkose gelegt werden müssen, um eine sekundäre Blutung zu stillen, wobei der Patient bereits durch den Blutverlust in schlechter Verfassung ist, Notoperationen. Eine Notoperation ist willkürlich definiert als ein chirurgischer Eingriff, der nach Meinung des Chirurgen unverzüglich durchgeführt werden muss. |
| Class 5. | Emergencies that would otherwise be graded in Class 1 or Class 2. | Notfälle, die sonst in Klasse 1 oder 2 eingruppiert würden. |
| Class 6. | Emergencies that would otherwise be graded as Class 3 or Class 4. | Notfälle, die sonst in Klasse 3 oder 4 eingruppiert würden. |